# Ufficiale (Ancien Régime)

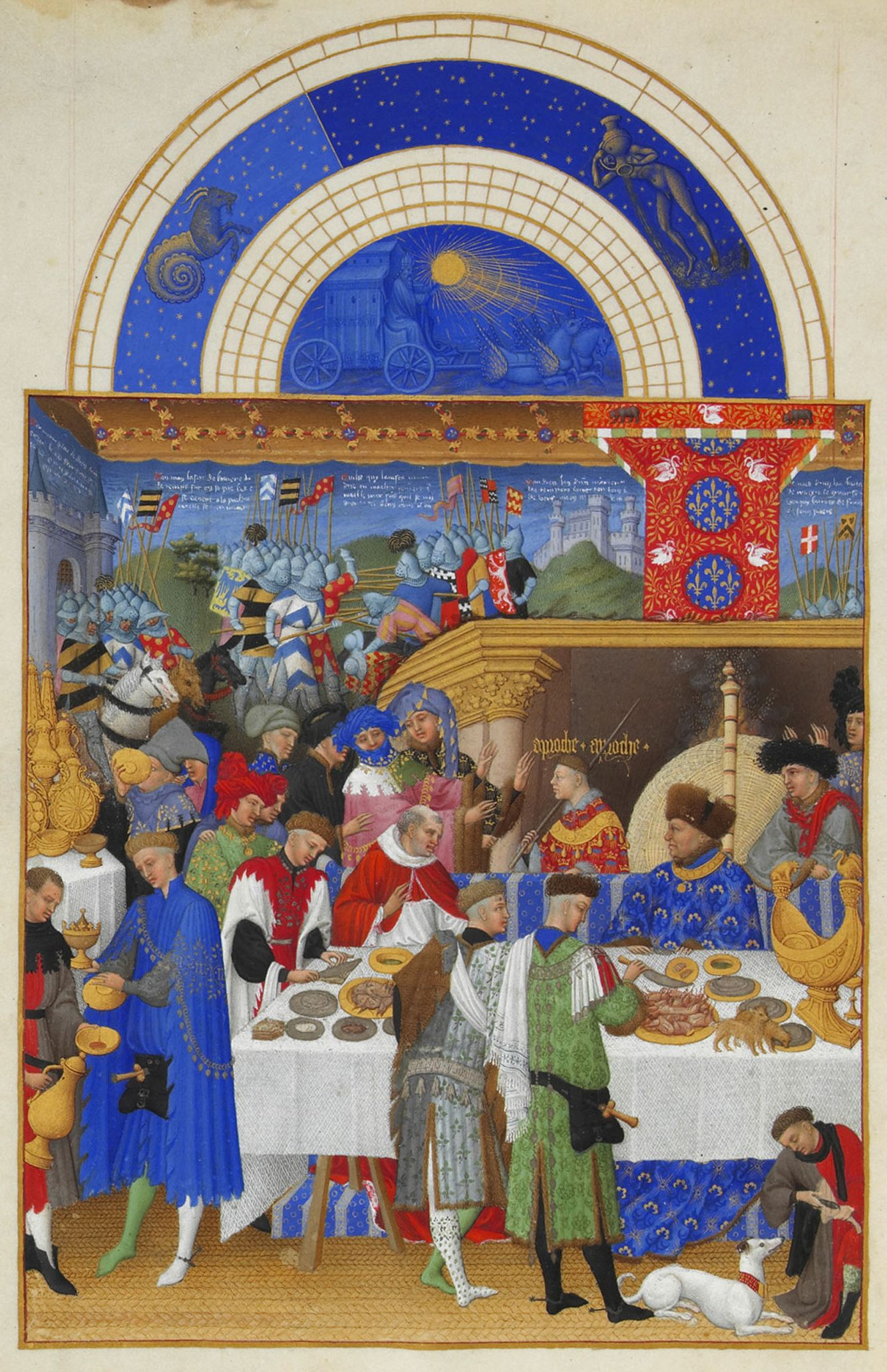
Il duca di Berry servito dagli addetti al cibo: coppieri, due scudieri e un fornaio.

In Francia, durante l'Ancien Régime, il termine ufficiale si applicava a chiunque ricoprisse una carica, ovvero un incarico personale conferito da un sovrano o da un signore a un individuo. Nel XVII secolo, il giurista Charles Loyseau definì l'ufficio come una "dignità ordinaria con funzione pubblica". C'erano uffici reali, signorili e comunali.
Se in origine una carica era un dono gratuito del re, molto rapidamente, a partire dal XII secolo, essa divenne venale e trasmissibile agli eredi, tanto che nel XVI secolo era oggetto di transazione (poteva essere venduta ad un privato, ad esempio).
Alla corte di Francia c'erano diversi grandi ufficiali, in particolare il Gran maestro di Francia che era responsabile dei maîtres d'hôtel, dei gentiluomini di servizio (gli ufficiali di sala) e degli uscieri di sala.
Gli addetti al cibo lavoravano per la tavola del re: il grande fornaio, il fruttivendolo che serviva prugne secche e nocciole, i coppieri (coppieri che fornivano il vino per la tavola del re), l'ufficiale che tagliava la carne (scudiero che intagliava). Gli ufficiali comuni lavoravano per le altre mense della corte reale.
C'erano anche uffici finanziari e giudiziari. I consiglieri dei parlamenti o delle varie corti sovrane erano quindi dei funzionari.